# فرقة قمع الإجرام

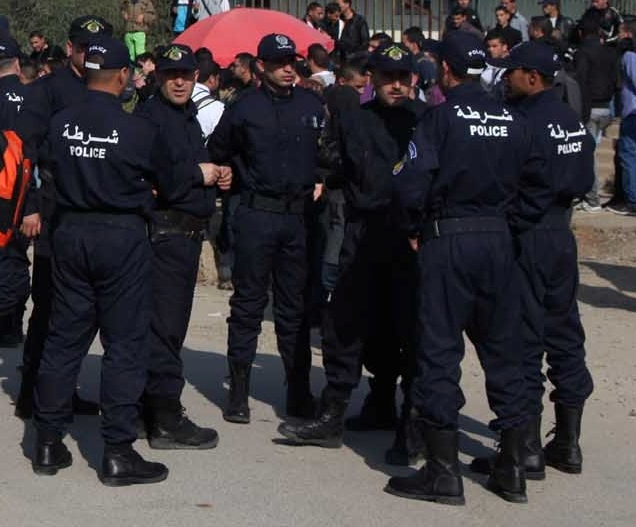
أعوان من الشرطة القضائية

فرقة قمع الإجرام وتشتهر اختصاراً (بالفرنسية: BRB)، هي إحدى وحدات الشرطة القضائية الجزائرية كانت دائرة اختصاصها الجزائر العاصمة وتمتد إلى بعض الضواحي، لكن وُسِّعت لتشمل العديد من مديرية الأمن الولائي بالبلاد. وتتمثل مهمتها في مكافحة الجريمة والجريمة المنظمة بالشوارع، السطو المسلح وغيرها من السرقات المحترفة مثل انتحال الشخصيات (رجال الشرطة وموظفي الغاز الوهميين ...) والسرقة التي يرتكبها المجرمون الدوليون المتخصصون.